# Polizeistation (Fernsehserie)
Polizeistation war eine 13-teilige ZDF-Vorabendserie aus dem Jahr 1973, die jeweils mittwochs um 18.35 Uhr gesendet wurde.

## Handlung
Der junge Polizist Till Cassens möchte eigentlich zur Kriminalpolizei, doch man versetzt ihn in sein Heimatdorf, das fiktive Osterkoog. Dort beschäftigen ihn Kriminalfälle unterschiedlicher Art, weitaus größere Probleme hat er jedoch mit seinem Bruder, dem Kleinkriminellen Heiko. Till ist mit Nancke Frenssen liiert, sein Vorgänger ist der im Ruhestand befindliche Imbeck. In der letzten Folge steht Cassens vor der Entscheidung, mit Heiko in die Großstadt zu ziehen oder auf dem Land zu bleiben.

## Sonstiges
Die Serie beschäftigte sich mit kleineren Delikten wie Einbruch oder Autodiebstahl, auf die Darstellung von Kapitalverbrechen wurde verzichtet.
Der Autor Carl Darrow schrieb etwa zur gleichen Zeit weitere Drehbücher für das ZDF, nämlich die 26-teilige Krimiserie Mordkommission mit Charles Regnier in der Hauptrolle.
In Folge 9 (Ein Kurgast) sah man die Hamburger Volksschauspielerin Trude Possehl in einem ihrer wenigen Fernsehgastspiele, und zwar gemeinsam mit Christa Siems, mit der sie zur damaligen Zeit im Hamburger St. Pauli Theater auftrat.

## Episodenliste
| Folge | Erstausstrahlung   | Titel           | Gastschauspieler (Auswahl)                                       |
| 1     | 18. Juli 1973      | Heikos Bruder   | Eva Maria Bauer, Thomas Schiestl                                 |
| 2     | 25. Juli 1973      | 1,2 Promille    | Claudia Amm, Kurd Pieritz                                        |
| 3     | 1. August 1973     | Finderlohn      | Benno Hoffmann, Doris Gallart, Horst Naumann                     |
| 4     | 8. August 1973     | Mutprobe        | Elke Aberle                                                      |
| 5     | 15. August 1973    | Fingerabdrücke  | Birke Bruck, Andreas Poliza, Günter Lüdke, Harald Eggers         |
| 6     | 22. August 1973    | Die Wachhunde   | Horst Beck                                                       |
| 7     | 29. August 1973    | Sandbank        | Franz Rudnik                                                     |
| 8     | 5. September 1973  | Der Unfall      | Curt Timm                                                        |
| 9     | 12. September 1973 | Ein Kurgast     | Kyra Mladeck, Karl-Ulrich Meves, Trude Possehl, Christa Siems    |
| 10    | 19. September 1973 | Lütt' König     | Marga Maasberg, Bruno Vahl-Berg, Edgar Bessen                    |
| 11    | 26. September 1973 | Die Umsteiger   | Wolfgang Noack, Martin Jente, Siegfried Lorisch                  |
| 12    | 3. Oktober 1973    | Die Überführung | Rudolf Beiswanger, Gerdamaria Jürgens, Gert Haucke, Wolfgang Rau |
| 13    | 10. Oktober 1973   | Die Brüder      | Charlotte Bremer-Wolff, Goran Ebel, Hardy Tasso                  |